# So ein langes Leben

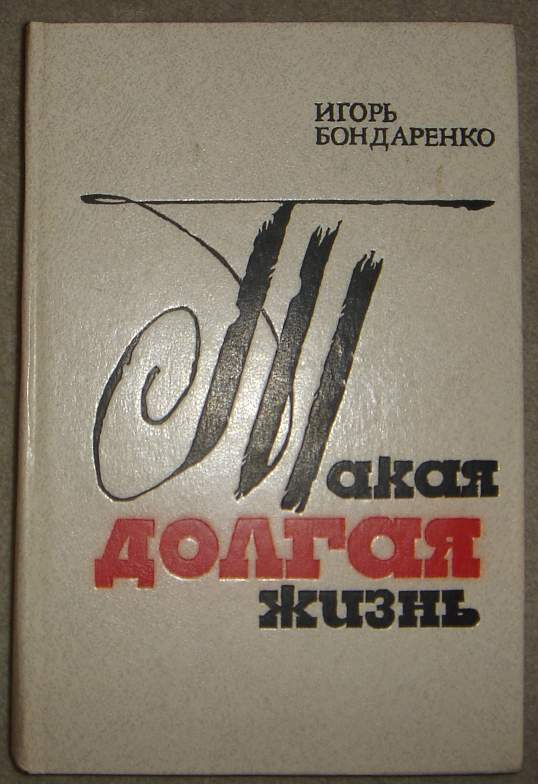
Eine Ausgabe aus dem Jahr 1990

So ein langes Leben (Originaltitel russisch Такая долгая жизнь Takaja dolgaja schisn) ist ein Roman des russischen Schriftstellers Igor Bondarenko, der in zwei Bänden 1978 und 1980 erschien.

## Sujet
Im Roman geht es um das Leben der großen Arbeiterfamilie Putiwtzew. Deren Schicksal ist untrennbar verbunden mit dem Schicksal des Sowjetvolkes und der Sowjetunion.
Im Roman werden umfangreich die Geschehnisse des 20. Jahrhunderts dargestellt. Das Leben der großen Taganroger Familie ist mit wichtigen historischen Ereignissen des vorigen Jahrhunderts verbunden. Es wird die Vorkriegs- und die Kriegszeit gezeigt.
Besonders ausführlich schildert der Autor die Ereignisse im ersten Jahr des Deutsch-Sowjetischen Krieges, dem tragischsten: Panzerkämpfe im Grenzgebiet, Angriffe der sowjetischen Luftstreitkräfte über Berlin im August 1941. Der Verfasser konsultierte dazu den Kommandeur der 81. Fernfliegerdivision, Michail Wodopjanow, einem der ersten Helden der Sowjetunion, und den Obernavigationsoffizier der Polarluftflotte der UdSSR, Walentin Iwanowitsch Akkuratow. Der Autor bewahrte im Buch die echten Namen der über Berlin geflogenen Jagdflieger, des Kommandeurs des 8. mechanisierten Korps unter Generalleutnant Dmitri Iwanowitsch Rjabyschew, den der Schriftsteller persönlich gut kannte.
Im Roman wird auch die Arbeit der sowjetischen Diplomaten in den Kriegsjahren in Berlin und London dargestellt.
Die Angaben über das Privatleben Hitlers baute der Autor ebenso auf einer dokumentarischen Grundlage. Er traf sich mit der persönlichen Stenographin von Hitler, Traudl Junge.
Viele Kapitel sind dem Hitler-Deutschland zu verschiedenen Zeiten gewidmet (vor dem und während des Krieges). Im Roman wird auch die Eröffnung der zweiten Front in der Normandie 1944 widergespiegelt. Im Nachwort führt der Autor seine Helden bis zum Ende der 1980er Jahre.

## Figuren des Romans
- Michail Putiwzew, ein Partei- und Staatsmann;
- Alexei Putiwzew, Arbeiter am Pilgerstand, im Krieg ein Panzersoldat;
- Wladimir Putiwzew;
- Pantelei Putiwzew, Brigadekommandeur (Generalmajor der Luftstreitkräfte);
- Nikolai Banduristow, Artillerist (Kertschoperation 1941, Kämpfe bei Stalingrad, Befreiung von Sewastopol 1944);
- Michail Schtscharenski, ein bedeutender Mitarbeiter des NKWD;
- Juri Topolkow, der Presseattaché vor dem Krieg in Berlin, während des Krieges in London;
- Rjabyschew, ein Generalleutnant, der Kommandeur des 8. mechanisierten Korps;
- Iwan Maiski, der sowjetische Botschafter in London;
- Walerij Tschkalow, ein berühmter sowjetischer Flieger;
- Strong, ein englischer Journalist und Aufklärer;
- Brandange, ein amerikanischer Journalist;
- Adolf Hitler;
- Eva Braun;
- Winston Churchill;
- Hans Oster, ein General, Stellvertreter des Admirals Canaris, einer der Hauptverschwörer gegen Hitler.

## Interessante Fakten
- Der Prototyp des Haupthelden des Romans, Michail Putiwzew, ist Michail Markowitsch Bondarenko, der Vater des Autors.
- In der Gestalt von Wladimir Putiwzew wurden einige autobiographische Fakten des Autors dargestellt — das Konzentrationslager, Teilnahme an der französischen Résistance, Flucht aus dem Lager, Dienst in der Regimentsaufklärung der 2. Belorussischen Front.
- Der zweite Band des Romans wurde kapitelweise in der DDR in der „Ostseezeitung“ veröffentlicht.

## Wesentliche Veröffentlichungen des Romans
1. So ein langes Leben: Roman. Bd. 1. — Rostow-am-Don, Buchverlag, 1978. — 240 S.
2. So ein langes Leben: Roman. Bd. 2. — Rostow-am-Don, Buchverlag, 1980. — 272 S.
3. So ein langes Leben: Roman. — Moskau, Sowjetski pisatel (Sowjetischer Schriftsteller), 1980. — 624 S.
4. So ein langes Leben: Roman in 2 Teilen. — Rostow-am-Don, Buchverlag, 1982. — 624 S.
5. So ein langes Leben: Roman in 2 Teilen. — Rostow-am-Don, Rostisdat, 1984.
6. So ein langes Leben: Roman in 2 Bänden. Bd. 1 — Rostow-am-Don, Buchverlag, 1987. — 320 S. Bd. 2 – 352 S.
7. So ein langes Leben: Roman in 2 Teilen. — Moskau: Sowjetski pisatel (Sowjetischer Schriftsteller), 1990. — 624 S. — ISBN 5-265-01055-6.
8. So ein langes Leben: Roman in 2 Teilen. / Auswahl von Werken in 3 Bänden. — Taganrog: Taganij Rog, 2007. — 1020 S. — ISBN 978-5-903458-02-8, ISBN 978-5-903458-05-9.